# Padmé Amidala

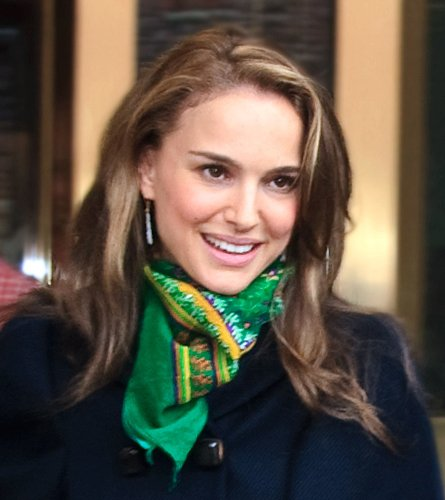
Natalie Portman, odtwórczyni roli Padmé Amidali

Padmé Naberrie Amidala – fikcyjna postać z Gwiezdnych wojen (części I-III). W filmach grana była przez Natalie Portman.

## Życiorys

### Królowa Naboo
Kończąc 13. rok swojego życia, Padmé Amidala została królową planety Naboo. Nosiła charakterystyczny, czerwony strój królewski, złoto-czerwony diadem z wplecionymi weń włosami. Miała podobną do siebie służkę o imieniu Sabé (grała ją Keira Knightley), która czasem w niebezpiecznych sytuacjach zajmowała jej miejsce jako dublerka. Gdy miała 14 lat, w wyniku inwazji sił Federacji Handlowej na jej rodzinną planetę, dostała się do niewoli sił federacyjnych. Wkrótce jednak została uwolniona przez mistrza Jedi Qui-Gon Jinna i jego ucznia, Obi-Wana Kenobiego. Postanowili udać się na Coruscant, aby wziąć udział w obradach Senatu Galaktycznego i poruszyć tam sprawę Naboo.
W czasie podróży zatrzymali się na planecie Tatooine, aby naprawić uszkodzony podczas ucieczki z okupowanej Naboo statek. Pod przebraniem swojej własnej dwórki, Padmé udała się razem z Qui-Gonem, droidem R2-D2 i Gunganinem Jar Jar Binksem do miasta Mos Espa. Poznała tam młodego, 9-letniego niewolnika – Anakina Skywalkera – pracującego u swojego pana w sklepie z częściami. Chłopiec zaproponował im schronienie w swoim domu, w którym mieszkał z matką – Shmi Skywalker.
Dzięki wygranej chłopca w wyścigu ścigaczy Boonta Classic grupie udało się zdobyć niezbędne części do naprawy statku i odlecieć z Tatooine wraz z Anakinem. Amidala bezskutecznie próbowała uzyskać pomoc dla swojej ojczyzny w Senacie Galaktycznym na Coruscant. Przekonana przez Palpatine’a (reprezentanta sektora Chommel – a więc i planety Naboo – a w rzeczywistości Mrocznego Lorda Sithów) złożyła wotum nieufności wobec Wielkiego Kanclerza Finisa Valoruma. Mężczyzna został pozbawiony urzędu i wkrótce okazało się, że Palpatine jest jednym z trzech nowych kandydatów na to stanowisko. Padmé nie miała jednak czasu na polityczne gry, gdyż wiedziała, że z każdym dniem ginie coraz więcej jej rodaków. Postanowiła więc, wraz z towarzyszącymi jej Jedi, udać się ponownie na Naboo, aby spróbować wywołać powstanie. Połączone siły ludzi i Gungan stoczyły tam ostatecznie zwycięską walkę z droidami Federacji, wyzwalając planetę z jej rąk.

### Senator Naboo
Padmé bardzo się zaprzyjaźniła z młodym Anakinem, lecz gdy Obi-Wan przyjął go na swojego ucznia, Skywalker musiał przenieść się na Coruscant, by szkolić się na przyszłego rycerza Jedi. Kilka lat później Amidala zrezygnowała ze stanowiska królowej, mimo że poddani chcieli przedłużyć jej dożywotnio kadencję. Została senatorem, zajmując miejsce dawnego senatora Naboo, Palpatine’a, który stał się Wielkim Kanclerzem Republiki.
Tuż przed rozpoczęciem wojen klonów dojrzały już Anakin Skywalker dostał za zadanie chronić senator Padmé. Podczas wspólnego pobytu w posiadłości na Naboo oboje zakochali się w sobie, mimo różnicy wieku i ciążących na nich obowiązków. Amidala bała się jednak do tego przyznać. Zdecydowała się wyznać swoją miłość dopiero na arenie planety Geonosis, gdzie wraz z Anakinem miała zostać stracona za szpiegowanie Konfederacji Niezależnych Systemów, która produkowała na tej planecie armię do walki z Republiką. Z opresji wyciągnęli bohaterów rycerze Jedi i siły nadesłane przez Republikę. Rozpoczęła się bitwa o Geonosis, w której Padmé brała czynny udział. Pod koniec Ataku Klonów kobieta bierze z Anakinem potajemny ślub.

### Apogeum
Trzy lata później (Zemsta Sithów) krwawa wojna pomiędzy Republiką a Separatystami powoli osiąga swoje apogeum. Padmé w czasie tych wydarzeń spotykała się z Mon Mothmą i Bailem Organą, którzy podobnie jak ona doszli do wniosku, że trzeba usunąć z urzędu Palpatine’a, zagarniającego coraz większą władzę. Delegacja 2000 była zaczątkiem Sojuszu Rebeliantów, utworzonego wiele lat później.
Tymczasem Anakin przeżywał w snach okropne wizje, w których widział Padmé umierającą w połogu. By nie dopuścić do jej śmierci, przyłączył się do Palpatine’a, który ujawnił przed nim swoją prawdziwą tożsamość – Mrocznego Lorda Sithów – i obiecał, że nauczy go posługiwać się Ciemną Stroną Mocy, co pozwoli mu na uratowanie ukochanej. Anakin wpierw zabił wszystkich Jedi w świątyni na Coruscant, a następnie z polecenia Imperatora poleciał na Mustafar. Obi-Wan chciał odszukać Anakina, by go zabić (gdyż stanowił zbyt duże zagrożenie), ale Padmé nie miała odwagi powiedzieć mu, gdzie udał się jej mąż. Zaniepokojona tym, co usłyszała, sama udała się na Mustafar. Z sytuacji skorzystał Kenobi, który zakradł się na jej statek. Padmé dotarła na planetę i zarzuciła Anakinowi, że nie jest już tą samą osobą, którą znała, że zabił młodzików Jedi na Coruscant. Anakin próbował ją pocieszyć i zapewnił, że razem mogą władać galaktyką. Kobieta nie mogła uwierzyć w to, co usłyszała. W tym momencie na scenie pojawił się Obi-Wan. Wściekły Skywalker był przekonany, że Padmé sprowadziła jego byłego mistrza, by go zabił i zaczął ją dusić w gniewie dzięki Mocy. W końcu puścił ją i zarzucił Obi-Wanowi, że nastawił ją przeciw niemu. Podczas długiego pojedynku między mistrzem i uczniem (który Anakin przegrał, a jego ciało zostało znacznie uszkodzone) Padmé była nieprzytomna. Po całym zajściu Kenobi zabrał ją na pokład statku i udał się na asteroidę Polis Massa.
Tam Padmé urodziła bliźnięta – najpierw Luke’a, potem Leię – nadając im przy okazji imiona. Podczas porodu obecny był Kenobi, mistrz Yoda i Bail Organa. Z nieznanych przyczyn Padmé zaczęła umierać – droid medyczny powiedział Obi-Wanowi, że kobieta „straciła wolę życia”. Przed śmiercią zdążyła przekazać Obi-Wanowi, iż wierzy, że w Anakinie wciąż jest dobro.
Pochowano ją na jej ojczystej planecie Naboo. W pogrzebie uczestniczyli wszyscy mieszkańcy planety Naboo. Faktu narodzin jej dzieci nie podano nigdy do publicznej wiadomości, by strzec dzieci przed ich ojcem.

## Inspiracje
Jej postać wzorowano, szczególnie w warstwie wizualnej, na mongolskiej królowej Genepil.